# Bezirk Lausanne
Der Bezirk Lausanne (französisch District de Lausanne) ist eine Verwaltungseinheit im Kanton Waadt in der Schweiz. Hauptort ist Lausanne. Das Bezirksgericht, der Palais de Justice, befindet sich in Lausanne.
Mit der neuen territorialen Gliederung des Kantons Waadt auf den 1. September 2006 gehören folgende Gemeinden zum Bezirk Lausanne:
| Wappen                | Name der Gemeinde     | Einwohner (31. Dezember 2023) | Fläche in km² | Einw. pro km² |
| --------------------- | --------------------- | ----------------------------- | ------------- | ------------- |
| Cheseaux-sur-Lausanne | Cheseaux-sur-Lausanne | 4'841                         | 4,59          | 1055          |
| Epalinges             | Epalinges             | 9'919                         | 4,57          | 2170          |
| Jouxtens-Mézery       | Jouxtens-Mézery       | 1'493                         | 1,93          | 774           |
| Lausanne              | Lausanne              | 144'160                       | 41,37         | 3485          |
| Le Mont-sur-Lausanne  | Le Mont-sur-Lausanne  | 9'272                         | 9,80          | 946           |
| Romanel-sur-Lausanne  | Romanel-sur-Lausanne  | 3'991                         | 2,88          | 1386          |
| Total (6)             | Total (6)             | 173'676                       | 65,14         | 2666          |

## Geschichte
Bis zum 31. August 2006 war der Bezirk Lausanne in die drei Kreise (französisch cercles) Lausanne, Pully und Romanel aufgeteilt.
Der Bezirk bestand aus 12 Gemeinden, war 84,75 km² gross und zählte 195'602 Einwohner (Ende 2006).
| Name der Gemeinde     | Einwohner (31. Dez. 2006) | Fläche in km² | Einw. pro km² | Kreis (Cercle) |
| --------------------- | ------------------------- | ------------- | ------------- | -------------- |
| Lausanne              | 117'744                   | 41,38         | 2845          | Lausanne       |
| Belmont-sur-Lausanne  | 3'098                     | 2,65          | 1169          | Pully          |
| Epalinges             | 7'849                     | 4,57          | 1718          | Pully          |
| Paudex                | 1'356                     | 0,49          | 2767          | Pully          |
| Pully                 | 16'538                    | 5,86          | 2822          | Pully          |
| Cheseaux-sur-Lausanne | 3'308                     | 4,58          | 722           | Romanel        |
| Crissier              | 6'807                     | 5,50          | 1238          | Romanel        |
| Jouxtens-Mézery       | 1'305                     | 1,93          | 676           | Romanel        |
| Le Mont-sur-Lausanne  | 5'233                     | 9,80          | 534           | Romanel        |
| Prilly                | 10'806                    | 2,20          | 4912          | Romanel        |
| Renens (VD)           | 18'337                    | 2,95          | 6216          | Romanel        |
| Romanel-sur-Lausanne  | 3'221                     | 2,88          | 1118          | Romanel        |
| Bezirk Lausanne (12)  | 195'602                   | 84,75         | 2308          | (3)            |

## Veränderungen im Gemeindebestand

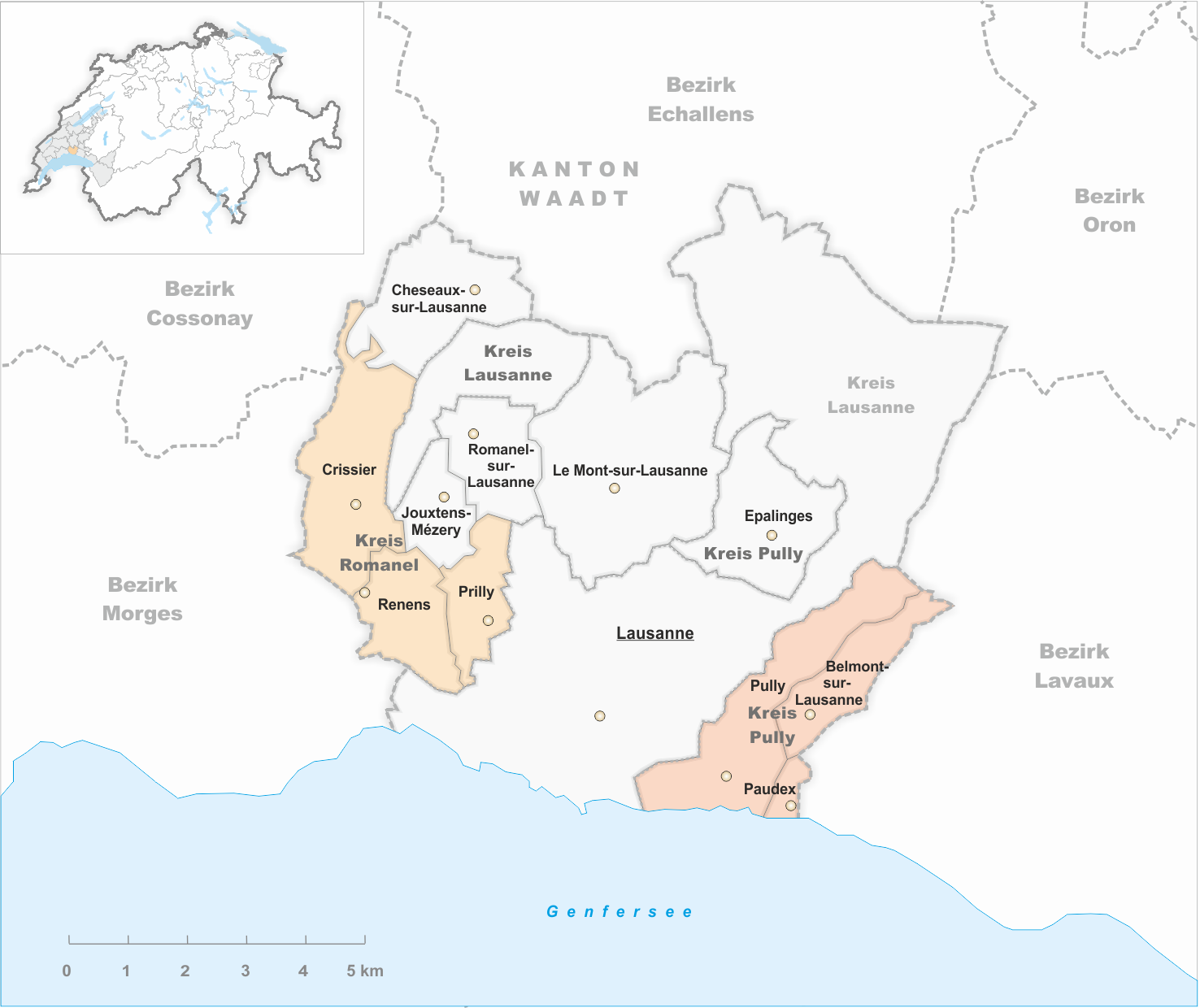
Gemeinden bis 2006

- 1. September 2006: Bezirkswechsel der Gemeinden Belmont-sur-Lausanne, Paudex und Pully vom Bezirk Lausanne → Bezirk Lavaux-Oron
- 1. September 2006: Bezirkswechsel der Gemeinden Crissier, Prilly und Renens vom Bezirk Lausanne → Bezirk Ouest lausannois